# Crocidura beccarii
Crocidura beccarii је сисар из реда Soricomorpha и фамилије Soricidae.

## Угроженост
Ова врста је наведена као последња брига, јер има широко распрострањење и честа је врста.

## Распрострањење
Ареал врсте је ограничен на једну државу. 
Индонезија је једино познато природно станиште врсте.

## Станиште
Станишта врсте су шуме и планине од 1800 до 2200 метара надморске висине. 
Врста је присутна на подручју острва Суматра у Индонезији.